# Родригес, Адриан
Адриан Родригес (кат. Adrián Rodríguez) — испанский актёр и певец, известный по телесериалам «Семья Серрано» и «Физика или химия», а также как участник группы Santa Justa Klan.

## Карьера
Родригес в 1999 году в возрасте десяти лет победил в конкурсе «Menudas estrellas», исполнив песню «Salomé» известного певца Chayanne.
Адриан дебютировал в телесериале «Семья Серрано» в 2005 году. Во время работы над сериалом, он сформировал с другими участниками (Víctor Elías, Natalia Sánchez и Andrés de la Cruz) группу «Santa Justa Klan». Группа выпустила два альбома, впоследствии ставших платиновыми: в 2005 году «SJK», в 2006 «DPM». После окончания сериала, Родригес снялся в 2007 году в фильме «Полёт стервятника».
В 2008 году начал работать над своим дебютным альбомом и выпустил несколько хип-хоп синглов: «Si empieza a llover», «La distancia», «Vidas diferentes» и «Ready».
В 2009 начал сниматься в телесериале «Физика или химия» в роли 17-летнего Давида, скрывающего свою гомосексуальность. Считает Давида в чём-то похожим на себя, и поэтому то ему еще интереснее играть этого персонажа.. Сам же про свою ориентацию он не распространяется.

## Фильмография
| Год  | Оригинальное название | Русское название | Роль  |
| ---- | --------------------- | ---------------- | ----- |
| 2011 | Fisica o Quimica      | Физика или химия | Давид |